# Alyxia acuminata
Alyxia acuminata är en oleanderväxtart som beskrevs av Karl Moritz Schumann. Alyxia acuminata ingår i släktet Alyxia och familjen oleanderväxter. Inga underarter finns listade i Catalogue of Life.